# アウレリアーノ・トーレス
アウレリアーノ・トーレス（Aureliano Torres, 1982年6月16日 - ）は、パラグアイ・アスンシオン出身の元サッカー選手、サッカー指導者。元パラグアイ代表である。現役時代のポジションはミッドフィールダー。チーム事情により、左サイドバックを任されることもあった。

## 経歴
2007年にCAサン・ロレンソ・デ・アルマグロに移籍し、その直後のクラウスーラ2007シーズンにリーグ優勝を果たした。それにもかかわらず、彼の熱意を感じさせないプレーのために、サポーターとはあまり良い関係を築けていない。
パラグアイ代表として2004年のアテネオリンピックに出場し、銀メダルを獲得した。2004年と2007年のコパ・アメリカに出場した。
2010 FIFAワールドカップ南米予選の最初の数節には招集されなかったが、2008年6月15日のブラジル戦で初出場し、予選終了までに計6試合に出場した。予選終了後の2010年5月30日、コートジボワールとの親善試合で得点した。5月31日、2010 FIFAワールドカップに出場するパラグアイ代表メンバー23人に選出された。

## 代表歴

### 出場大会
- パラグアイ代表
  - 2010 FIFAワールドカップ

### 試合数
- 国際Aマッチ 45試合 2得点（2004年-2012年）[2]

| パラグアイ代表 | 国際Aマッチ | 国際Aマッチ |
| 年             | 出場        | 得点        |
| -------------- | ----------- | ----------- |
| 2004           | 5           | 1           |
| 2005           | 3           | 0           |
| 2006           | 1           | 0           |
| 2007           | 6           | 0           |
| 2008           | 6           | 0           |
| 2009           | 3           | 0           |
| 2010           | 11          | 1           |
| 2011           | 9           | 0           |
| 2012           | 1           | 0           |
| 通算           | 45          | 2           |

## タイトル
サン・ロレンソ
- アルゼンチン・プリメーラ・ディビシオン : 2006-07C

ペニャロール
- ウルグアイ・プリメーラ・ディビシオン : 2012-13